# Оромо (мова)
Оромо (самоназва Afaan Oromoo) — мова кушитської гілки афразійської мовної макросім'ї.
Розповсюджена в східній частині північної Африки, в районі півострова Сомалі, Ефіопії і північної частини Кенії. Вона є рідною для приблизно 25 мільйонів людей (в основному — оромо).
Раніше і по відношенню до народу і до мови застосовувався термін галла, однак у сучасній літературі він не використовується. Оромо в основному використовує трохи модифікований латинський алфавіт під назвою Qubee, однак застосовується і арабський алфавіт. У минулому застосовувалося ефіопське письмо.